# Liulichang

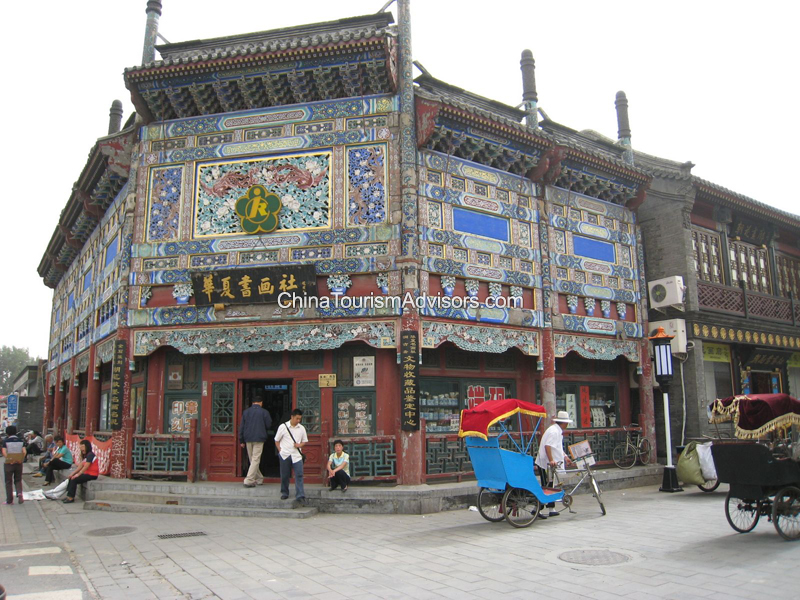

Liulichang (chin. upr. 琉璃厂, chin. trad. 琉璃廠, pinyin Liúlíchǎng) – zabytkowa ulica Pekinu położona za bramą Hepingmen, będąca tradycyjnym centrum handlu dziełami sztuki, rękodzielnictwem i antykami. Znajdują się tu liczne antykwariaty, restauracje i herbaciarnie.
Nazwa ulicy pochodzi z czasów dynastii Ming, gdy znajdowały się na niej warsztaty produkujące glazurowaną dachówkę (chin. liuli). Za czasów panowania cesarza Qianlonga (1736-1796) ulica przekształciła się w centrum handlowe. Powstały na niej stragany handlujące książkami, obrazami, kaligrafią, papierem, tuszem i wyrobami artystycznymi z różnych regionów Chin.
Po powstaniu Chińskiej Republiki Ludowej w 1949 znajdujące się na ulicy sklepy zostały włączone do państwowych spółdzielni, jednak jej charakter się nie zmienił. Obecnie część sklepów ponownie znajduje się w prywatnych rękach.
Największe ożywienie na Liulichang panuje w okresie chińskiego Nowego Roku. Na 15 dni ulica zamienia się w wielki rynek, rozstawiają się tu przenośne stoiska z zabawkami i noworocznymi ozdobami, a wszystkie sklepy i restauracje otwarte są do późnych godzin nocnych. 

## Galeria

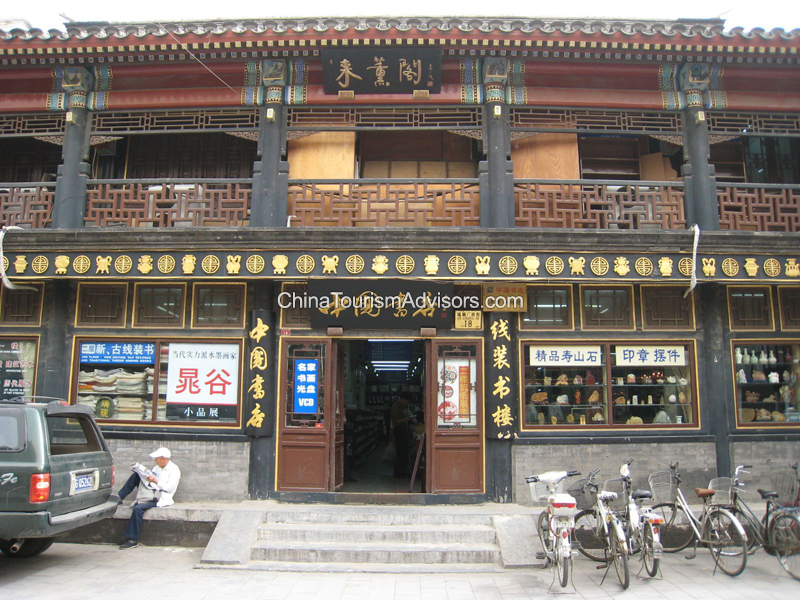
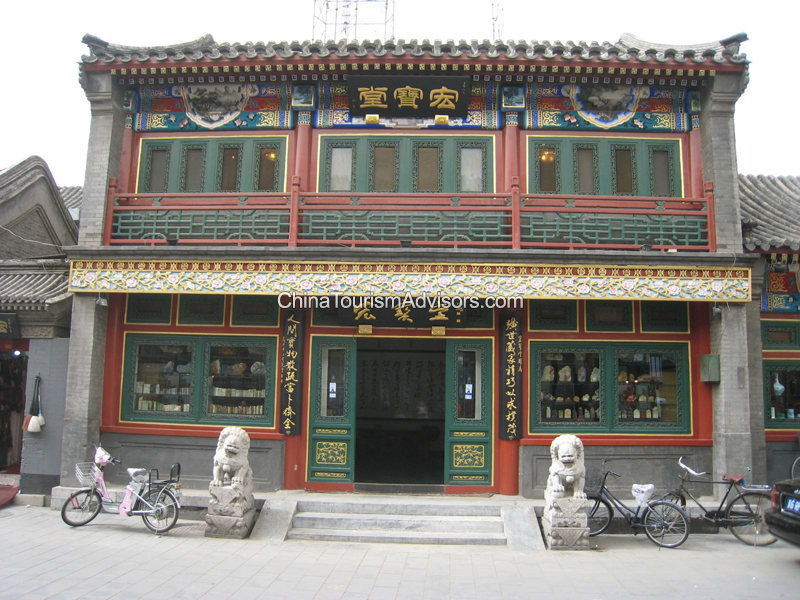
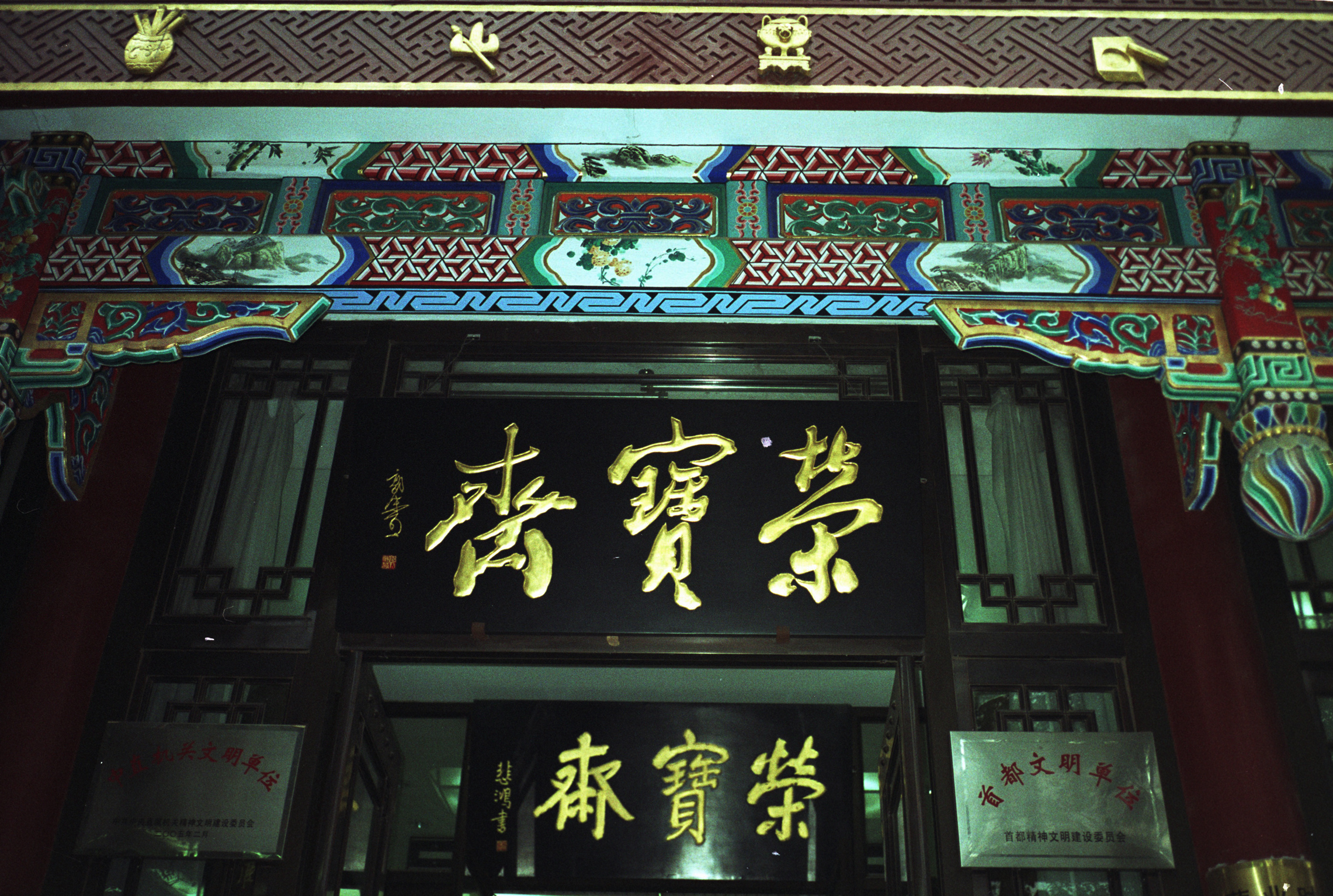
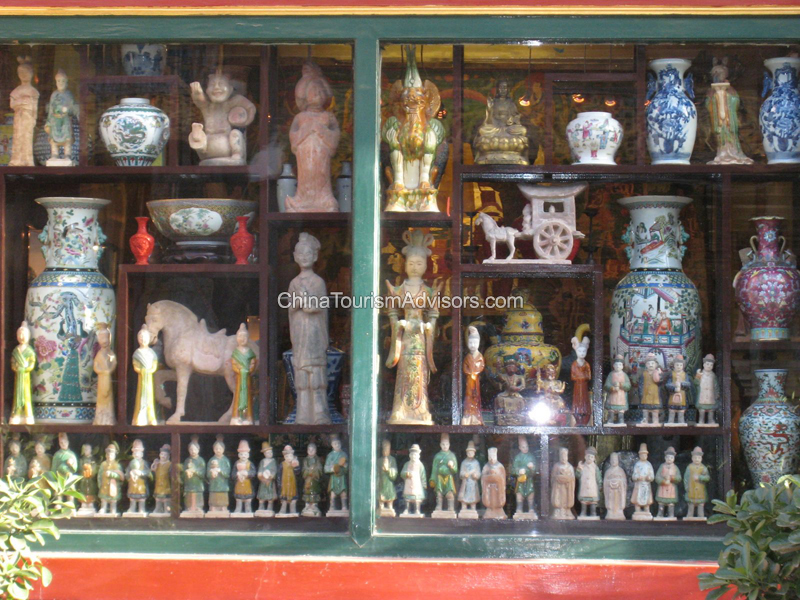